# Accidente de A-10 en Remscheid de 1988
El accidente de A-10 en Remscheid de 1988 tuvo lugar el 8 de diciembre de 1988, cuando un avión de combate de la Fuerza Aérea de los Estados Unidos, un A-10 Thunderbolt II se estrelló en un área residencial de la ciudad de Remscheid, Alemania Occidental. El avión se estrelló sobre la planta superior de un complejo de apartamentos. Además del piloto, cinco personas más murieron en tierra. Cincuenta personas resultaron heridas, muchas de ellas de gravedad.
Según las notas de prensa el avión se encontraba realizando un ejercicio de vuelo a baja cota. Pertenecía a una unidad de la Base Aérea de Bentwaters pero en el momento del accidente estaba en la Base Aérea de Nörvenich.

## Consecuencias
Cuando el número de casos de cáncer en los alrededores de la zona del accidente crecieron de un modo desproporcionado en los años siguientes, crecieron las sospechas de que el avión, al contrario de lo que afirmaban los Estados Unidos, podría llevar a bordo munición de uranio empobrecido.
En 2002, sin embargo, una comprobación de muestras de terreno de 250 metros alrededor del lugar no reveló muestras de uranio empobrecido.
Otra posible explicación para el aumento de casos de cáncer en los alrededores, que fue ganando en credibilidad dado que no se encontró uranio en la zona, es que el avión portase combustible JP-8. Este combustible de aviación está considerado como altamente tóxico y podría haberse esparcido por los alrededores del lugar de impacto.